# Nicolas Cadène
Pour les articles homonymes, voir Cadène.
Nicolas Cadène, né le 29 juillet 1981 à Nîmes, est un juriste, homme politique et responsable associatif français,,,. Rapporteur général de l'Observatoire de la laïcité rattaché au Premier ministre du 5 avril 2013, au 5 juin 2021, ancien conseiller ministériel, il occupe depuis septembre 2021 un poste de direction d'une direction départementale interministérielle (DDI). Ancien membre du bureau et du Conseil national du Parti socialiste (jusqu'en 2018), il a été candidat d'ouverture Les Écologistes - EÉLV aux élections législatives de 2022 et de 2024,. Il est membre résidant de l'Académie de Nîmes.

## Biographie

### Jeunesse et études
Nicolas Cadène naît en 1981 de Fanny Rioux, orthophoniste, et de Jacques Cadène, juriste d'entreprise, vigneron et responsable associatif,,. Il est l'un des frères du scénariste, journaliste et dessinateur Thomas Cadène,. Son autre frère, Bruno Cadène, est entrepreneur à Nîmes,.
Sa famille, qui compte plusieurs résistants,, est protestante,. Nicolas Cadène se dit marqué par ses grands-parents maternels, pasteurs, notamment engagés pour le droit à mourir dans la dignité dans l'association du même nom. Après avoir retrouvé le corps de son grand-père suicidé, il le défend à son tour,. Plusieurs membres de sa famille ont participé aux débats permettant l'adoption de lois laïques, en particulier un arrière-grand-oncle, Raoul Allier et son arrière-grand-père Jean Cadène, à propos de la loi du 9 décembre 1905,,,.
Dans un premier temps, il se consacre dans sa ville natale au SAMU social et au secourisme à la Croix rouge française, et effectue des études de droit à Nîmes, Montpellier, Paris et à l'institut d'études politiques (IEP) de Lille.
C'est aussi à cette époque qu'il consacre plusieurs articles et conférences à Louis-Nathaniel Rossel, un parent, seul officier supérieur à avoir rejoint la Commune de Paris en 1871 et qu'il juge "trop souvent oublié par l'histoire moderne",.
En juin 2018, il est élu membre résidant de l'Académie de Nîmes, succédant à la femme de lettres Monique Kuntz.

### Parcours professionnel
Après avoir travaillé pour de courtes durées en tant qu'ouvrier agricole dans la vini-viticulture, que guichetier et au traitement de chèques dans une banque à la fin des années 1990 puis après un court passage au Conseil départemental du Gard pour traiter des fonds européens,,, au début des années 2000, Nicolas Cadène travaille à Paris et milite au Parti socialiste (PS) dans le Gard. Après une mission à la Commission nationale du débat public, il devient collaborateur parlementaire du député des Alpes-de-Haute-Provence Jean-Louis Bianco, du sénateur du Gard Simon Sutour et du sénateur de la Moselle Jean-Marc Todeschini.
Après l'élection présidentielle de 2012 qui se traduit par une alternance, il entre au sein du ministère de l'Agroalimentaire dans le cabinet du ministre Guillaume Garot où il traite notamment du sauvetage du site industriel gardois des Salins du Midi, puis au sein du ministère de l'Environnement où il suit en particulier la nouvelle loi contre le gaspillage alimentaire,,.
Il est nommé en 2013 à l'Observatoire de la laïcité, au moment où cette instance voulue par le Président de la République Jacques Chirac et le Premier ministre Dominique de Villepin est remise en exergue par le Président de la République François Hollande et le Premier ministre Jean-Marc Ayrault. L'ancien ministre et conseiller d'État Jean-Louis Bianco en devient le président. Nicolas Cadène en devient le rapporteur général et participe à la mise en place de différents plans de formation à la laïcité, à l'échelle nationale et y défend l'approche juridique de la laïcité en se fondant sur la loi de 1905 et la jurisprudence. Dans ce cadre, il s'oppose notamment au ministre Manuel Valls qui s'empare au gouvernement de ce thème et souhaite ajouter une nouvelle loi. La question de la laïcité et des religions en France font l'objet depuis plusieurs années de débats houleux dans la société française, voire de polémiques politiciennes, renaissant périodiquement à travers les affaires du port du voile, les sujets de la laïcité à l'école, des faits religieux en entreprise, du burkini et de façon plus générale sur les dangers du communautarisme,,. Au sein de cette commission, il défend, selon Le Point « une interprétation discutée de la loi de 1905 », ce qui ferait de lui, après un changement par le directeur de rédaction de l'introduction et du titre d'un portrait qui lui était consacré, une « figure controversée de la laïcité ». Pour Louis Chahuneau du même journal, il rappelle « inlassablement et cliniquement la définition de la laïcité face à des interlocuteurs souvent peu pointilleux », mais le rôle de l'institution susciterait « parfois la division entre les tenants d'une laïcité purement juridique et ceux qui plaident pour une laïcité plus "offensive" »,. À l'inverse, sa rigueur à suivre la loi et son travail de terrain sont salués par de grandes associations laïques historiques, dont la Ligue de l'enseignement, la Ligue des droits de l'homme et la Fédération nationale de la libre pensée et par de nombreux universitaires, spécialistes de la laïcité ou du fait religieux,.
Le 18 janvier 2016, à l'occasion du dîner du CRIF, le Premier ministre Manuel Valls s’en prend à l’Observatoire, attaquant « frontalement » son président et son rapporteur général à propos de l'appel intitulé « Nous sommes unis ». Cependant, les deux responsables sont confirmés à leur fonction le 28 janvier suivant,. L'orientation de l'Observatoire, sans qu'il ne soit cité, est à nouveau mise en question en octobre 2020 dans une tribune publiée par le Journal du dimanche, tandis que d'autres universitaires et responsables associatifs soutiennent quant à eux le « travail salutaire » de l'Observatoire. Le portrait que lui consacre alors le quotidien Libération le présente comme défendant « une laïcité fidèle au droit ».
En avril 2021, alors que s'achève le mandat des membres de l'Observatoire de la laïcité, la ministre déléguée à la Citoyenneté auprès du ministre de l'Intérieur, Marlène Schiappa, annonce « un nouveau portage de la laïcité par l'État », ce qui confirme une information publiée dans un portrait de Nicolas Cadène paru en janvier 2021 dans le journal américain The New York Times. En réaction, deux tribunes, d'acteurs de terrain et d'un collectif de 119 universitaires, considèrent, dans le journal Le Monde, que « les menaces sur l’Observatoire de la laïcité cachent mal une dangereuse récupération idéologique » alors que « l'Observatoire est perçu comme un rempart de la République dans de nombreux quartiers populaires ». Plusieurs syndicats, et mouvements d'éducation populaire, font également publiquement part de leurs inquiétudes face à la fin possible de l'Observatoire de la laïcité. Dans l'attente des décisions définitives du Premier ministre Jean Castex, Nicolas Cadène poursuit les missions de cette commission et précise dans une interview au magazine Society que, selon lui, « la laïcité ne [doit pas être] idéologisée, politisée, parce qu'elle est un principe républicain qui n'est pas de droite ou de gauche [mais] un principe d'organisation de la vie en société qui doit être appliqué de manière neutre ».
Le 5 juin 2021, est créé par décret un « comité interministériel de la laïcité (CIL) » sous la présidence du Premier ministre, pour que, selon ce dernier : « toutes les administrations [des ministères] mettent en œuvre l’obligation prévue par la loi confortant les principes de la République de formation aux exigences du principe de laïcité pour tout agent public »,. Ce décret mettant un terme aux missions de l'Observatoire de la laïcité, Jean Castex déclare : « l’Observatoire de la laïcité a réalisé un important travail pendant 8 ans, notamment en matière de formation et de pédagogie de la laïcité, sur lequel les travaux du comité interministériel pourront capitaliser ».
Le 9 juin 2021, Nicolas Cadène lance avec Jean-Louis Bianco un organisme « indépendant et citoyen » intitulé « Vigie de la laïcité » et cosigne avec une douzaine de personnalités dans le journal Le Monde une tribune annonçant cette création, avec pour objectif d'« apporter une expertise fondée sur la raison, la connaissance et le débat critique », et de « proposer des retours d’expériences concrètes de la laïcité au sein des institutions, des associations ou des entreprises »,.
Par arrêté du Premier ministre et du ministre de l'Intérieur en date du 31 août 2021, Nicolas Cadène est nommé directeur départemental adjoint puis par intérim de l'emploi, du travail et des solidarités de l'Hérault (DDETS), à compter du 6 septembre 2021, pour une durée de quatre ans en tant qu'agent contractuel,,. Il est notamment chargé pour l'État, représenté par le préfet Hugues Moutouh, de la résorption, par l'insertion professionnelle et dans le logement, des bidonvilles de Montpellier (après une opération lancée à la mi-septembre 2021, la résorption du principal bidonville de la ville dans lequel vivent en majorité des Roms de Roumanie, est finalisée au 27 avril 2022, après celle d'autres bidonvilles en septembre et octobre, de moindre importance),.
En raison « de son action pour assurer l'accueil, l'accompagnement et l'hébergement de plusieurs milliers de réfugiés ukrainiens » à la suite de l'invasion de l'Ukraine par la Russie le 24 février 2022, Nicolas Cadène est décoré de la médaille de la sécurité intérieure (agrafe Ukraine), niveau argent, par arrêté du 14 août 2023,,,.

### Parcours politique
Nicolas Cadène s'engage d'abord dans le secteur associatif à l'adolescence (Amnesty International, Greenpeace, Ligue des droits de l'Homme, etc.), puis adhère au Parti socialiste au début des années 2000. En 2006, il intègre l'équipe de campagne de Ségolène Royal pour l'élection présidentielle, apportant son concours sur les argumentaires,,.
En 2009, il est candidat (non éligible) sur la liste de Kader Arif (PSE) aux élections européennes de la circonscription Sud-Ouest et fait campagne auprès d'Éric Andrieu (qui sera élu député européen).
En 2012, il est battu par Stéphane Tortajada lors de l'élection par les militants socialistes du premier secrétaire fédéral du PS du Gard (fédération dont il était le no 2),. Il se dit « déçu, mais pas très surpris ». Souhaitant ensuite être candidat à l'investiture du PS pour les élections législatives de 2012, il regrette de ne pas avoir pu se présenter au vote des militants, les circonscriptions concernées ayant alors été « réservées ».
La même année, il intègre l'équipe de campagne présidentielle de François Hollande comme responsable des argumentaires aux côtés de Guillaume Bachelay.
En mars 2014, Nicolas Cadène est présent sur la liste (PS-PRG) menée par Françoise Dumas pour les élections municipales de Nîmes.
Nicolas Cadène est impliqué dans l'association nîmoise « Tous pour notre avenir » (TPNA) fondée notamment par l'ancien conseiller régional DVG du Languedoc-Roussillon Jean-Paul Boré et l'économiste Jean Matouk (PS puis LREM).
Après avoir envisagé une candidature citoyenne en tête de liste lors des élections municipales de 2020 à Nîmes, allant jusqu'à demander officiellement le soutien des différents partis de gauche et de LREM,, il intègre l'équipe de David Tebib (SE), président du club de handball de l'USAM,. Troisième sur sa liste, il s'y occupe des dossiers afférents à la jeunesse et la cohésion sociale. Pour le second tour, David Tebib ne souhaite pas fusionner sa liste et appelle à voter pour le maire sortant (Jean-Paul Fournier, LR). En désaccord avec cette consigne, Nicolas Cadène indique par voie de communiqué que « [sa] famille politique [est] la gauche et le progressisme ».

#### Élections législatives de 2022
Il est investi candidat d'ouverture par le parti EELV dans la sixième circonscription du Gard dans le cadre de la Nouvelle Union Populaire Écologique et Sociale (NUPES). Des associations de protection des animaux s'opposent à ce choix du fait de positions jugées pro-corrida du candidat. Avec près de 26 % des voix, il arrive en tête du premier tour, devant le sortant Philippe Berta (Renaissance, Modem, majorité présidentielle) et neuf autres candidats,, mais est néanmoins battu au second contre ce dernier en obtenant 48 % des voix (contre 52 %). Il regrette la forte abstention et condamne alors la stratégie de « diabolisation » du député sortant ainsi que « son mépris à l'encontre des électeurs dès le lendemain de son élection »,. Nicolas Cadène est désigné membre du Parlement de la NUPES, annoncé le 30 mai 2022, et présidé par la députée Aurélie Trouvé.

#### Élections législatives de 2024
À la suite de la dissolution annoncée par le Président de la République, Emmanuel Macron, le soir des résultats des élections européennes pour la circonscription française portant le Rassemblement national (RN) en tête avec 31,4 % des voix, le 9 juin 2024, Nicolas Cadène est réinvesti par le parti Les Écologistes-EELV et le Nouveau Front Populaire (NFP) dans la même circonscription. Après être arrivé au premier tour en deuxième position avec 29 % des voix derrière la candidate du RN, Sylvie Josserand (42 % des voix), il perd au second tour avec près de 49 % des voix. Il réalise le meilleur résultat face au RN dans le département du Gard qui voit l'ensemble des six circonscriptions gagnées par des candidats de ce parti.

## Distinction
- Médaille de la sécurité intérieure, argent

## Publications
- Nicolas Cadène, La Laïcité pour les nuls : en 50 notions clés, Paris, First éditions, coll. « Pour les nuls », 2016, 238 p. (ISBN 978-2-7540-8443-7)
- Nicolas Cadène, En finir avec les idées fausses sur la laïcité, Paris, Éditions de l'Atelier, 2020, 160 p. (ISBN 270825362X)
- Ouvrage coll. sous dir. de Béligh Nabli, Laïcité de l'État et État de droit, Paris, Éditions Dalloz, 2019, 242 p.  (ISBN 978-2-247-18884-0)

## Entretiens
- « Nicolas Cadène : "La laïcité mérite mieux que les raccourcis d’un débat médiocre" », in Le Nouvel Obs, 22 septembre 2023.
- « Nicolas Cadène : "La laïcité est utilisée à toutes les sauces" », in La Marseillaise, 23 mai 2022.
- « Nicolas Cadène : "On a fait beaucoup de faux procès à l'Observatoire de la laïcité" », in L'Express, 20 avril 2021.
- « Nicolas Cadène : "Si l'on ne renforce pas la mixité sociale, le repli communautaire se poursuivra" », in La Gazette des communes, 2 décembre 2020.
- « Nicolas Cadène : "Pour lutter contre le séparatisme, les avantages du statut de la loi de 1905" », in Ouest France, 19 novembre 2020.
- « Nicolas Cadène : "La crise favorise le repli" », in Midi Libre, 30 octobre 2016.
- « Nicolas Cadène : "La laïcité est plutôt bien respectée dans l'enseignement supérieur" », sur L’Étudiant, 22 janvier 2016.